# Rivière Grosbois
Pour les articles homonymes, voir Grosbois (homonymie).
La rivière Grosbois est un affluent de la rive est de la rivière Saint-Maurice, coulant dans la municipalité de Trois-Rives, dans la municipalité régionale de comté (MRC) Mékinac, dans la région administrative de la Mauricie, au Québec, au Canada.
La rivière Grosbois coule dans une petite vallée qui se creuse progressivement en se dirigeant vers la rivière Saint-Maurice. Son cours se situe entièrement en zone forestière. Le chemin du Lac-aux-Sleighs permet de desservir le territoire des lacs Grosbois, Lemère et aux Sleighs, à partir de la route 155 (longeant la rive est de la rivière Saint-Maurice).

## Géographie
La rivière Grosbois prend sa source à l'embouchure du lac Lemère (longueur : 1,4 km ; altitude : 207 m). Ce lac de tête qui chevauche le canton de Carignan et le canton de Mékinac, constitue la prolongation vers le nord-ouest, de la vallée du ruisseau Sleigh laquelle coule à l'opposé vers le sud-est jusqu'à la rive est du lac Mékinac.
À partir de l'embouchure du lac Lemère, la rivière Grosbois coule sur 9,6 km, selon les segments suivants :
- 0,9 km vers l'ouest, jusqu'à la rive est du lac Grosbois ;
- 2,4 km vers le nord-ouest, en traversant le lac Grosbois (altitude : 170 m) sur sa pleine longueur jusqu'au barrage aménagé à son embouchure. Le lac Grosbois s'approvisionne aussi du côté nord par la décharge du Petit lac Carignan lequel comporte un deuxième émissaire, soit le ruisseau Vassale (coulant vers le nord-ouest, jusqu'à la rivière Saint-Maurice) ;
- 6,3 km vers le nord-ouest, en coupant la route 155 qui longe la rive est de la rivière Saint-Maurice jusqu'à la confluence de la rivière[1].

La rivière Grosbois se déverse sur la rive est de la rivière Saint-Maurice. Cette confluence est située à :
- 5,3 km en amont du centre du hameau de Grande-Anse ;
- 8,9 km en aval de la confluence de la rivière Wessonneau (venant de l'ouest).

## Toponymie
Le toponyme rivière Grosbois a été officialisé le 5 décembre 1968 à la Commission de toponymie du Québec.